# When I Come Around
"When I Come Around" é um single da banda estadunidense Green Day, do álbum Dookie. Foi lançado em 1995 pelas gravadoras Wea International e Reprise Records.

## Faixas
CD
1. When I Come Around - 2:58 (versão álbum)
2. Coming Clean - 1:36 (ao vivo)
3. She - 2:14 (ao vivo)

- As faixas ao vivo foram gravadas em Aragon Ballroom (Chicago), em um concerto da banda realizado no dia 18 de novembro de 1994.

CD (Austrália)
1. When I Come Around - 2:58 (versão álbum)
2. Longview - 3:30 (ao vivo)
3. Burnout - 2:11 (ao vivo)
4. 2,000 Light Years Away - 2:48 (ao vivo)

- As faixas ao vivo foram gravadas em São Petersburgo (Flórida), em um concerto da banda realizado no dia 11 de março de 1994.

7" (picture disc)
Lado A
- When I Come Around

Lado B
- She (ao vivo)

## Tabelas
| Paradas (1995)                                 | Melhor posição |
| ---------------------------------------------- | -------------- |
| Austrália (ARIA)                               | 7              |
| Canadá (RPM Top Singles)                       | 3              |
| Dinamarca (Hitlisten)                          | 19             |
| Alemanha (Offizielle Deutsche Charts)          | 45             |
| Islândia (Íslenski Listinn Topp 40)            | 2              |
| Países Baixos (Single Top 100)                 | 33             |
| Nova Zelândia (Recorded Music NZ)              | 4              |
| Escócia (Scottish Singles Chart)               | 29             |
| Suécia (Sverigetopplistan)                     | 28             |
| Reino Unido (UK Singles Chart)                 | 27             |
| Reino Unido (OCC UK Rock and Metal)            | 2              |
| Estados Unidos (Billboard Radio Songs)         | 6              |
| Estados Unidos (Billboard Alternative Airplay) | 1              |
| Estados Unidos (Billboard Mainstream Rock)     | 2              |
| Estados Unidos (Billboard Mainstream Top 40)   | 2              |